# Шаферки (филм)
„Шаферки“ (на английски: Bridesmaids) е американска романтична комедия на режисьора Пол Фейг. Премиерата е на 28 април 2011 г. в Лос Анджелис, а по кината в САЩ филмът излиза на 13 май 2011 г.

## Актьорски състав
- Кристен Уиг – Ани Уокър
- Мая Рудолф – Лилиан Донован
- Роуз Бърн – Хелън Харис
- Мелиса Маккарти – Меган Прайс
- Уенди Маклендън-Коуви – Рита
- Ели Кемпър – Бека
- Крис О'Дауд – Нейтан Роудс
- Джил Клейбърг – Джуди Уокър
- Мат Лукас – Гил
- Ребел Уилсън – Брин
- Майкъл Хичкок – Дон
- Тим Хайдекър – Дъглас

## Награди и номинации
| Категория                               | Номиниран(и)                         | Резултат                    |
| Оскар (26 февруари 2012 г.)             | Оскар (26 февруари 2012 г.)          | Оскар (26 февруари 2012 г.) |
| --------------------------------------- | ------------------------------------ | --------------------------- |
| Най-добър оригинален сценарий           | Ани Мумоло и Кристен Уиг             | номинация                   |
| Най-добра поддържаща женска роля        | Мелиса Маккарти                      | номинация                   |
| Награда на БАФТА (12 февруари 2012 г.)  |                                      |                             |
| Най-добър оригинален сценарий           | Ани Мумоло и Кристен Уиг             | номинация                   |
| Най-добра актриса в поддържаща роля     | Мелиса Маккарти                      | номинация                   |
| Златен глобус (15 януари 2012 г.)       |                                      |                             |
| Най-добър филм – мюзикъл или комедия    | Най-добър филм – мюзикъл или комедия | номинация                   |
| Най-добра актриса в мюзикъл или комедия | Кристен Уиг                          | номинация                   |
| Емпайър (25 март 2012 г.)               |                                      |                             |
| Най-добра комедия                       | Най-добра комедия                    | номинация                   |